# Jama kaNdaba
Jama kaNdaba (ca. 1757 - 1781) was de zoon van Ndaba kaMageba en koning van de Zoeloes van 1763 tot 1781. Zijn grootvader was in Mageba kaGumede. Jama's zoon was Senzangakhona en zijn dochter was Mkabayi. 
Mnguni · Nkosinkulu · Mdlani · Luzumana · Malandela · Ntombela · Zulu · Gumede · Phunga · Mageba · Ndaba · Jama · Senzangakhona · Shaka · Dingane · Mpande · Cetshwayo · Dinuzulu · Solomon · Cyprian · Goodwill · Misuzulu